# Podlužan
Podlužan je naseljeno mjesto u Republici Hrvatskoj u Zagrebačkoj županiji. 

## Zemljopis
Administrativno je u sastavu općine Dubrava. Naselje se proteže na površini od 2,46 km².

## Stanovništvo
Prema popisu stanovništva iz 2001. godine u Podlužanu živi 185 stanovnika i to u 53 kućanstva. Gustoća naseljenosti iznosi 75,20 st./km².
| broj stanovnika | 159   | 143   | 186   | 259   | 321   | 350   | 347   | 314   | 282   | 283   | 253   | 195   | 176   | 167   | 185   | 176   | 145   |
|                 | 1857. | 1869. | 1880. | 1890. | 1900. | 1910. | 1921. | 1931. | 1948. | 1953. | 1961. | 1971. | 1981. | 1991. | 2001. | 2011. | 2021. |